# Franc Ksaver Jugovic
Franc Ksaver Jugovic, zdravnik in operoz, * 1. oktober 1725, Škofja Loka, † 1797, Ljubljana.
Rodil se je v Škofji Loki. Leta 1770 je  na Dunaju končal študij medicine. Po letu 1791 je na mestu kranjskega protomedika nasledil Ivana Haymanna. Bil je tast poznejšega protomedika Karla Kogla. Od leta 1781 je bil član ljubljanske Academiae Operosorum.